# Autobahndreieck Bonn-Nordost
Das Autobahndreieck Bonn-Nordost (Abkürzung: AD Bonn-Nordost; Kurz: Dreieck Bonn-Nordost; bis 2009: Autobahndreieck Beuel-Ost) verbindet die Bundesautobahnen 59 und 565 untereinander. Es befindet sich zirka 2 km östlich der Friedrich-Ebert-Brücke nahe der Bundesstadt Bonn. Außerdem stellt es den Beginn der A 565 dar.

## Bauform
Das Autobahndreieck ist als Vollständiges Dreieck ausgeführt. Die A 59 verläuft in Nord-Süd-Richtung, die A 565 zweigt in westlicher Richtung ab. Die A 59 ist sechsspurig ausgebaut, der achtspurige Ausbau nördlich des Autobahndreiecks Bonn-Nord-Ost ist geplant.

## Verkehrsaufkommen
Die Bundesanstalt für Straßenwesen ermittelte in manuellen Verkehrszählungen in den Jahren 2005, 2010 und 2015 folgende Fahrzeugaufkommen:
| Von                           | Nach                  | Durchschnittliche tägliche Verkehrsstärke | Durchschnittliche tägliche Verkehrsstärke | Durchschnittliche tägliche Verkehrsstärke | Anteil Schwerlastverkehr | Anteil Schwerlastverkehr | Anteil Schwerlastverkehr |
| Von                           | Nach                  | 2005                                      | 2010                                      | 2015                                      | 2005                     | 2010                     | 2015                     |
| ----------------------------- | --------------------- | ----------------------------------------- | ----------------------------------------- | ----------------------------------------- | ------------------------ | ------------------------ | ------------------------ |
| AD Sankt Augustin-West (A 59) | AD Bonn-Nordost       | 108.600                                   | 115.900                                   | 119.000                                   | 6,7 %                    | 5,4 %                    | 5,7 %                    |
| AD Bonn-Nordost               | AS Bonn-Vilich (A 59) | 080.900                                   | 084.500                                   | 086.700                                   | 4,7 %                    | 4,0 %                    | 4,1 %                    |
| AD Bonn-Nordost               | AS Bonn-Beuel (A 565) | 087.700                                   | 096.600                                   | 097.900                                   | 5,9 %                    | 6,0 %                    | 6,9 %                    |